# بيتر أوربان (موسيقي)
بيتر يوربان (بالألمانية: Peter Urban)‏ هو مقدم تلفزيوني وصحفي وموسيقي ألماني، ولد في 14 أبريل 1948 في برامشه في ألمانيا.

## روابط خارجية
- بيتر أوربان على موقع IMDb (الإنجليزية)
- بيتر أوربان على موقع ديسكوغز (الإنجليزية)
- بيتر أوربان على موقع قاعدة بيانات الفيلم (الإنجليزية)